# Лобанок, Владимир Елисеевич
Влади́мир Елисе́евич Лобано́к  (бел. Уладзімір Елісеевіч Лабанок; 20 июня [3] июля 1907, д. Остров, Дукорская волость, Игуменский уезд, Минская губерния, Российская империя — 4 ноября 1984, Минск, Белорусская ССР, СССР) — советский партийный и государственный деятель, участник Великой Отечественной войны, один из организаторов и руководителей коммунистического подполья и партизанского движения на временно оккупированной территории Белоруссии. Герой Советского Союза (16.09.1943).

## Биография
Родился 20 июня [3] июля 1907 год в деревне Остров ныне Пуховичского района Минской области Беларуси в семье крестьянина. По национальности является белорусом. В 1930 году вступил в ВКП(б).
В 1931 году Лобанок окончил Белорусскую сельскохозяйственную академию. С 1931 года работает в должности агронома, помощника Народного Комиссара земледелия Белорусской ССР, с 1933 года — в должности агронома-экономиста уполномоченного Народного Комиссариата совхозов СССР по БССР.
С 1939 года Лобанок — директор Смольянского сельскохозяйственного техникума Витебской области БССР. С 1941 года — первый секретарь Лепельского РК КП(б)Б.

Могила В. Е. Лобанка на Восточном кладбище города Минск

Во время Великой Отечественной войны Лобанок становится одним из организаторов и руководителей коммунистического подполья и партизанского движения в Белорусской ССР.
С августа 1941 года по июнь 1944 года Лобанок — первый секретарь Лепельского подпольного РК КП(б)Б, одновременно с марта 1942 года — командир 68-го партизанского отряда, с августа 1942 года — комиссар Чашникской партизанской бригады «Дубова». Осенью 1942 года партизанская бригада Лобанка участвовала в освобождении от немецко-фашистских оккупантов районного центра Ушачи, который впоследствии стал столицей обширной освобождённой от врага Полоцко-Лепельской партизанской зоны.
В июле 1943 года Лобанок назначен командиром Лепельской партизанской бригады имени И. В. Сталина.
За умелое командование партизанской бригадой в тылу немецко-фашистских войск, проявленные при этом мужество и героизм, Указом Президиума Верховного Совета СССР от 16 сентября 1943 года полковнику Лобанку Владимиру Елисеевичу присвоено звание Героя Советского Союза с вручением ордена Ленина и медали «Золотая Звезда» (№ 1717).
В октябре 1943 года Лобанок назначается руководителем оперативной группы ЦК КП(б)Б и Белорусского штаба партизанского движения по Полоцко-Лепельской партизанской зоне, что, фактически, означало назначение его командующим Полоцко-Лепельским партизанским соединением.
В апреле—мае 1944 года соединение вело кровопролитные оборонительные бои против войсковых и полицейских подразделений немецких оккупационных войск, проводивших на территории Витебской области карательную операцию «Весенний праздник» (эти события получили известность как Полоцко-Лепельская битва 1944 года). Партизанские бригады тогда смогли 25 дней противостоять превосходящим силам оккупационных войск, совершив в ночь на 5 мая 1944 года героический прорыв из вражеского окружения западнее Ушач. После войны Лобанок был одним из инициаторов создания мемориального комплекса «Прорыв» (открыт в 1974 году), увековечившего подвиг белорусских партизан в годы Великой Отечественной войны.
Ведением активных боевых действий Полоцко-Лепельское партизанское соединение оказало существенное содействие Красной Армии в освобождении Советской Белоруссии от немецко-фашистских захватчиков.
С октября 1944 года по 1946 год Лобанок избирается председателем Исполнительного комитета Полоцкого областного Совета депутатов трудящихся, в 1946 году назначается вторым секретарём Полесского областного комитета КП(б)Беларуси, в 1948—1953 годах — первым секретарём Полесского областного комитета КП(б)Беларуси. В 1954—1956 годах Лобанок избирается председателем Исполнительного комитета Гомельского областного Совета депутатов трудящихся.
В 1956 году Лобанок оканчивает Высшую партийную школу при ЦК КПСС, после чего работает первым секретарём Витебского обкома КПБ, а с 1962 года — первым заместителем председателя Совета Министров Белорусской ССР.
В 1974 году Владимир Елисеевич Лобанок избран заместителем председателя Президиума Верховного Совета Белорусской ССР.
В. Е. Лобанок избирался членом Центральной ревизионной комиссии КПСС (1961—1976), членом ЦК КП Беларуси, депутатом Верховного Совета СССР 2-10-го созывов, занимал пост заместителя председателя Совета Национальностей Верховного Совета СССР.
Владимир Елисеевич Лобанок скончался 4 ноября 1984 года, похоронен в городе Минск на Восточном («Московском») кладбище (участок № 18).

## Награды
Награждён тремя орденами Ленина, орденами Октябрьской Революции, Красного Знамени, Суворова I степени, Отечественной войны I степени, тремя орденами Трудового Красного Знамени, орденом Дружбы народов и десятью медалями.

## Мемуары
- В боях за Родину. — Мн.: 1964.
- Лобанок В. Е. Партизаны принимают бой : [арх. 15 февраля 2020] / лит. запись М. В. Тараткевича. — Беларусь. — Минск, 1976. — 319 с. : ил.

## Память
- В Минске на доме, в котором жил Лобанок, установлена мемориальная доска[1].
- Именем Лобанка назван УО «Марьиногорский государственный ордена «Знак Почета» аграрно-технический колледж» в посёлке Марьино Пуховичского района Минской области[2]
- Имя В. Е. Лобанка носит Лепельская средняя школа № 1 (1984). В школьном музее одна из экспозиций посвящена В. Е. Лобанку (представлены фотографии, личные вещи и др.).
- Именем В. Е. Лобанка названы улицы в городах Минске и Лепеле.
- Имя В. Е. Лобанка присвоено музею народной славы в Ушачи[1][3].
- В Белорусской государственной сельскохозяйственной академии (г. Горки Могилёвской области, Республика Беларусь) на Аллее Героев Советского Союза и Социалистического труда в честь В. Е. Лобанка посажен каштан и установлен мемориальный знак.

## В литературе
- М. В. Тараткевич. Такой и должна быть легенда. О партизанах и подпольщиках